# Fontein van Koning Fahd

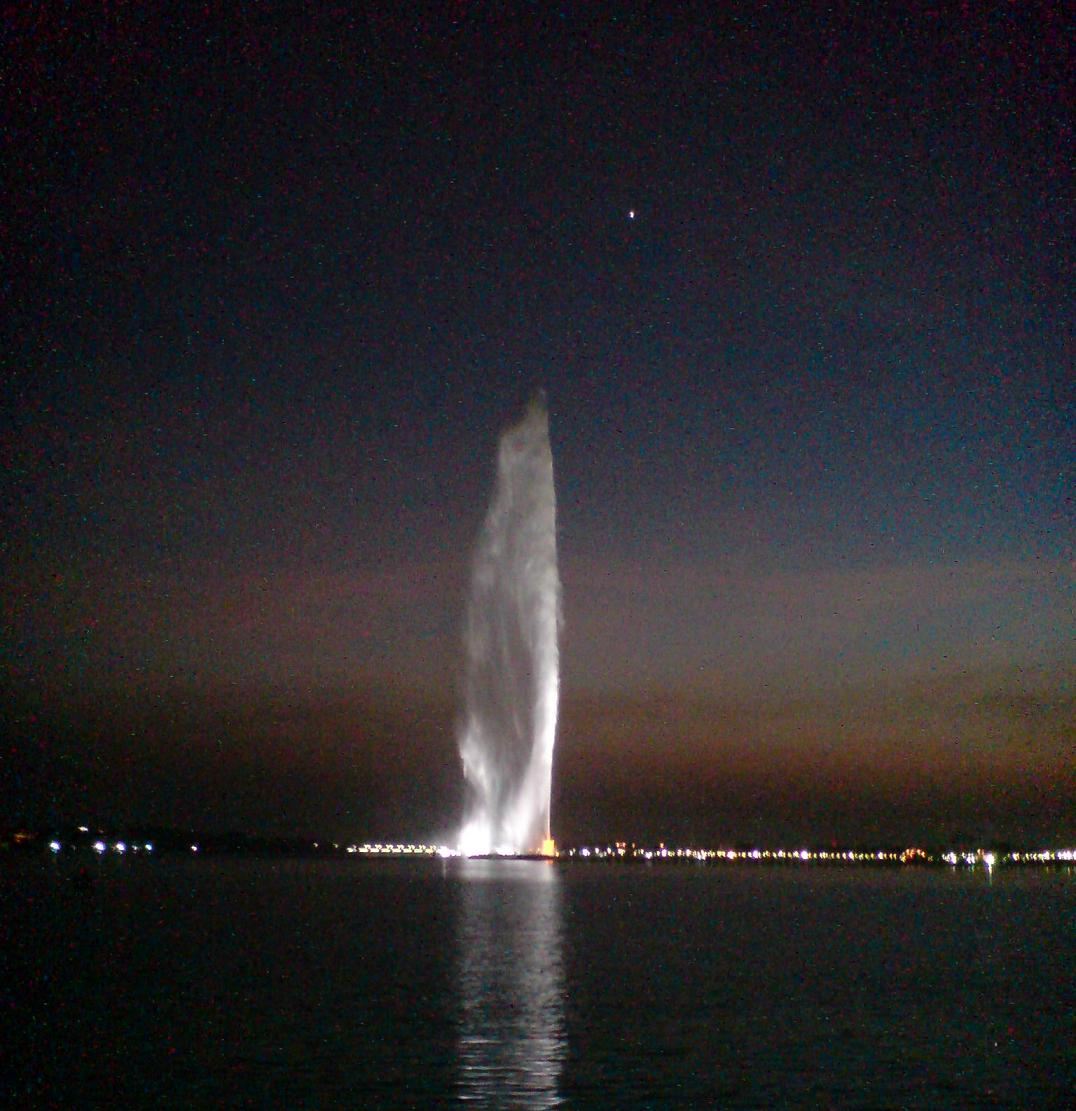
Fontein van Jeddah

De fontein van Koning Fahd (Arabisch: نافورة الملك فهد), ook wel fontein van Jeddah genoemd, is een 312 meter hoge fontein in de Saoedische havenstad Jeddah. Het is de hoogste fontein ter wereld. Als het water de pijp verlaat heeft het een snelheid van om en bij de 375 km/uur.
De fontein is vernoemd naar de Saoedische koning Fahd bin Abdoel Aziz al-Saoed.
- Library of Congress Control Number: n79151202
- Nationale Bibliotheek van Israël: 987007557248705171
- Système universitaire de documentation: 029146488
- Virtual International Authority File: 130178165
- WorldCat: E39PBJwX8QMRttPtkGjhFMvfv3